# Villa Mirabello (Monza)
Villa Mirabello, nel Parco di Monza, deve la sua costruzione alla famiglia milanese dei Durini.

## Storia

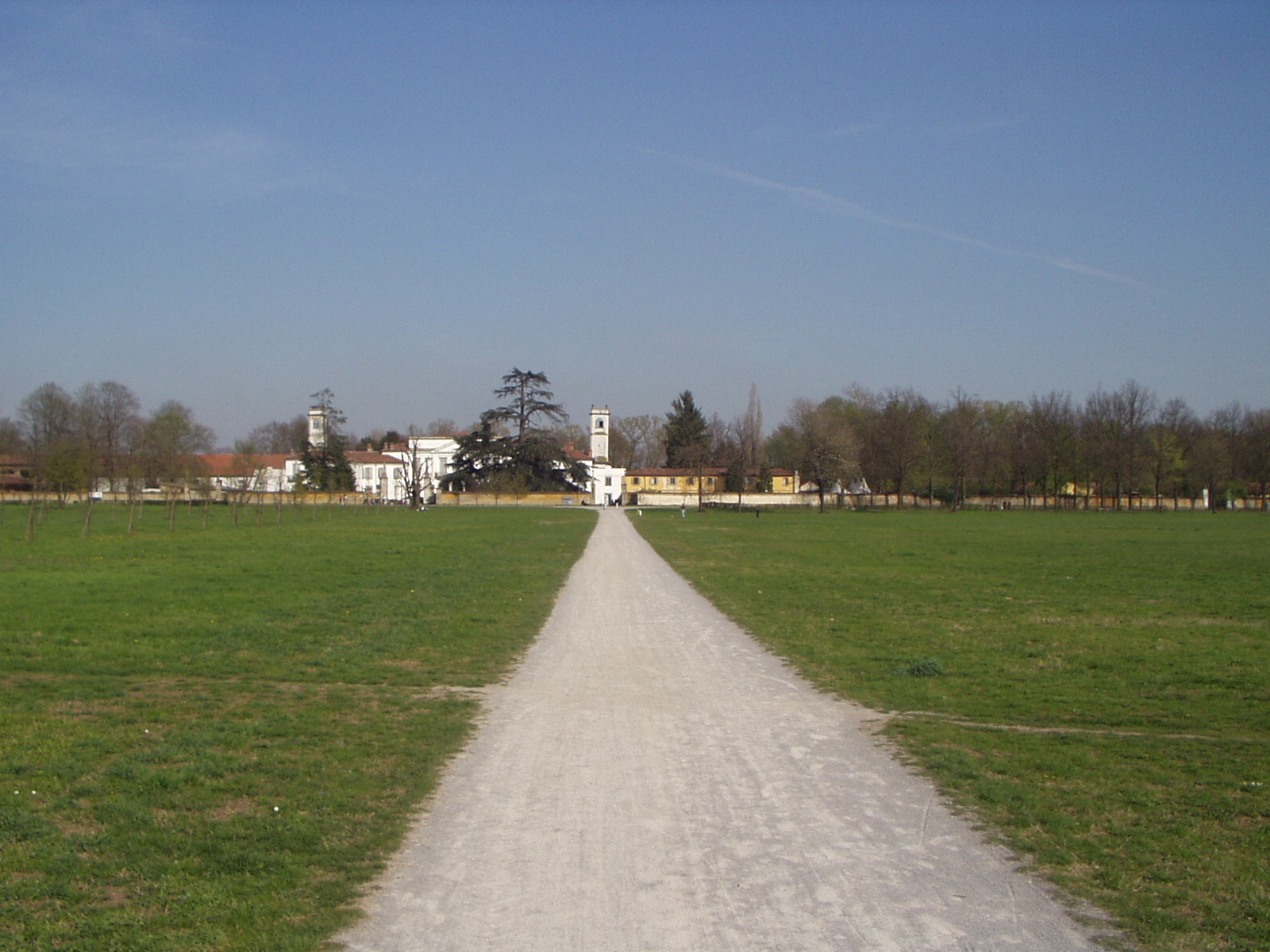
Villa Mirabello nel Parco di Monza vista dal sentiero che la collega a villa Mirabellino

La famiglia Durini era originaria di Moltrasio, e Giovanni Giacomo, avendo fatto fortuna come banchiere a Milano, aveva acquistato nel 1613 alcuni diritti sul feudo di Monza dalla famiglia De Leyva. Nel 1648 il primogenito di quest'ultimo, Giambattista, si aggiudica tutti i possedimenti e nel 1651 Filippo IV di Spagna li nomina conti. 
Fu il fratello Giuseppe che fece costruire la villa nei pressi della città, tra il 1656 e il 1675, incaricando del progetto l'architetto Gerolamo Quadrio. La villa è pertanto il più antico di tutti i fabbricati che oggi esistono nel Parco di Monza.

Il conte Giuseppe (1624-1701) scelse un'area lungo il Lambro per la sua villa di delizia, nel territorio di Vedano, composta da 75 pertiche di terreno e una vecchia casa di campagna, cui aggiunse dei piccoli poderi per costruire il parco della villa. Fu proprio per la sua posizione particolarmente gradevole che la villa fu chiamata Mirabello.
Alla morte di Giuseppe la villa passerà al nipote Giacomo II (1648-1707) e poi al secondogenito di questo, Giuseppe II, che la comprerà ai nipoti. 
Fu così che il Mirabello entrò in possesso del cardinale Angelo Maria Durini. 
Tra i letterati frequentatori del cardinale Durini a Mirabello fu spesso Giuseppe Parini di cui era intimo amico.
Per alloggiare i suoi numerosi ospiti, il cardinale fece anche costruire sulla sommità della collina di fronte alla villa un secondo e più piccolo edificio, la Villa Mirabellino, collegando le due residenze con un viale alberato a carpini.

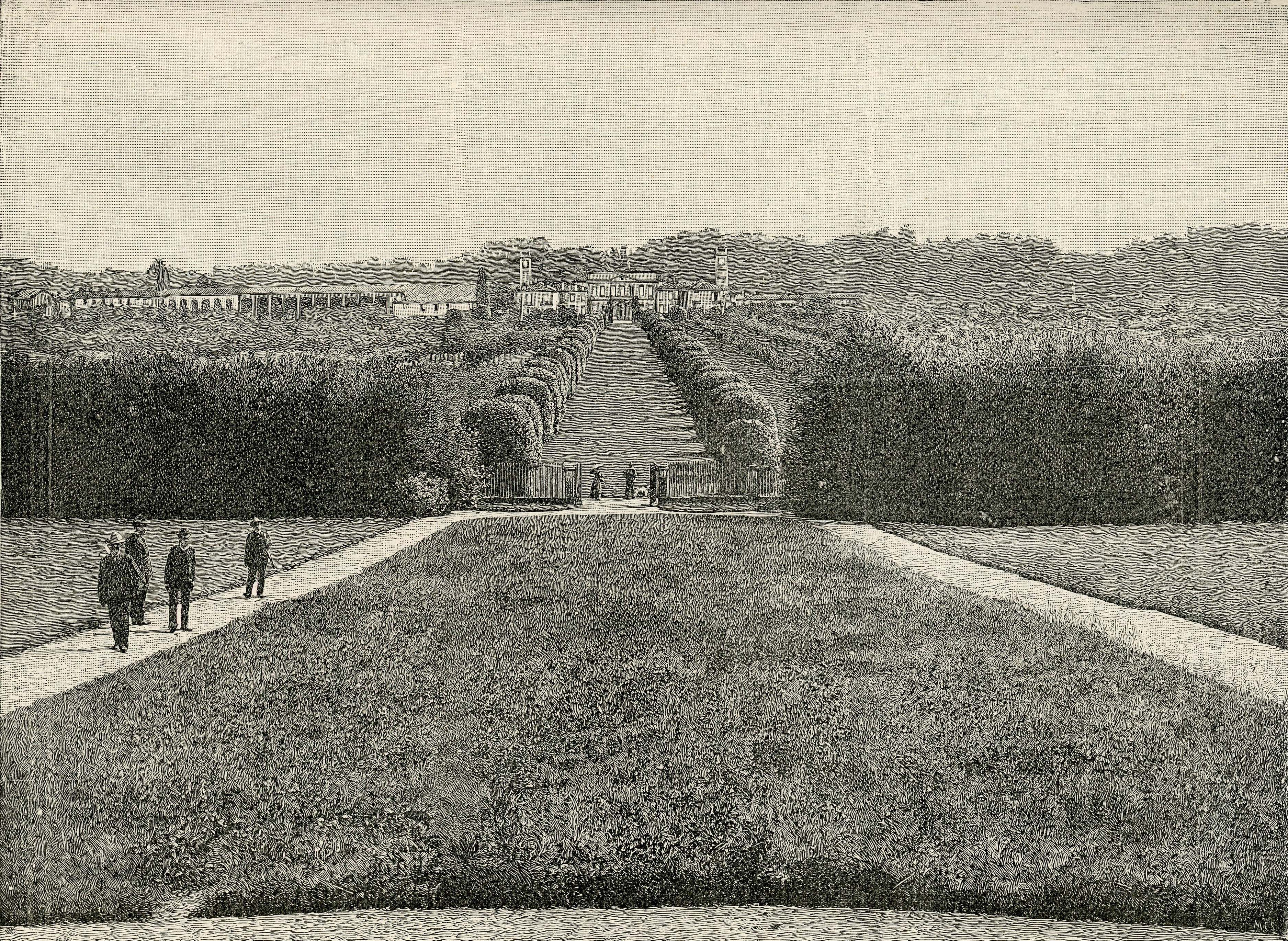
Il viale dei Carpini che collegava villa Mirabellino con villa Mirabello sullo sfondo in una xilografia di Ernesto Mancastroppa del 1894.

A fine del XVIII secolo, con l'avvento dell'occupazione francese, la villa venne requisita e usata come alloggio militare e magazzino. Quando tuttavia Napoleone entrò definitivamente in Italia e scoprì la Villa Reale di Monza, decise di dotarla di un vasto parco; fu così che le proprietà dei conti Durini, Villa Mirabello e Villa Mirabellino, furono espropriate nel 1805.
Nello stesso anno si stabiliva nella Villa Reale di Monza il viceré Eugenio Beauharnais con la moglie Augusta Amalia di Wittelsbach che s'innamorò di entrambe le ville, ma in particolar modo del Mirabellino che le ricordava la residenza di campagna presso Monaco dove era cresciuta.

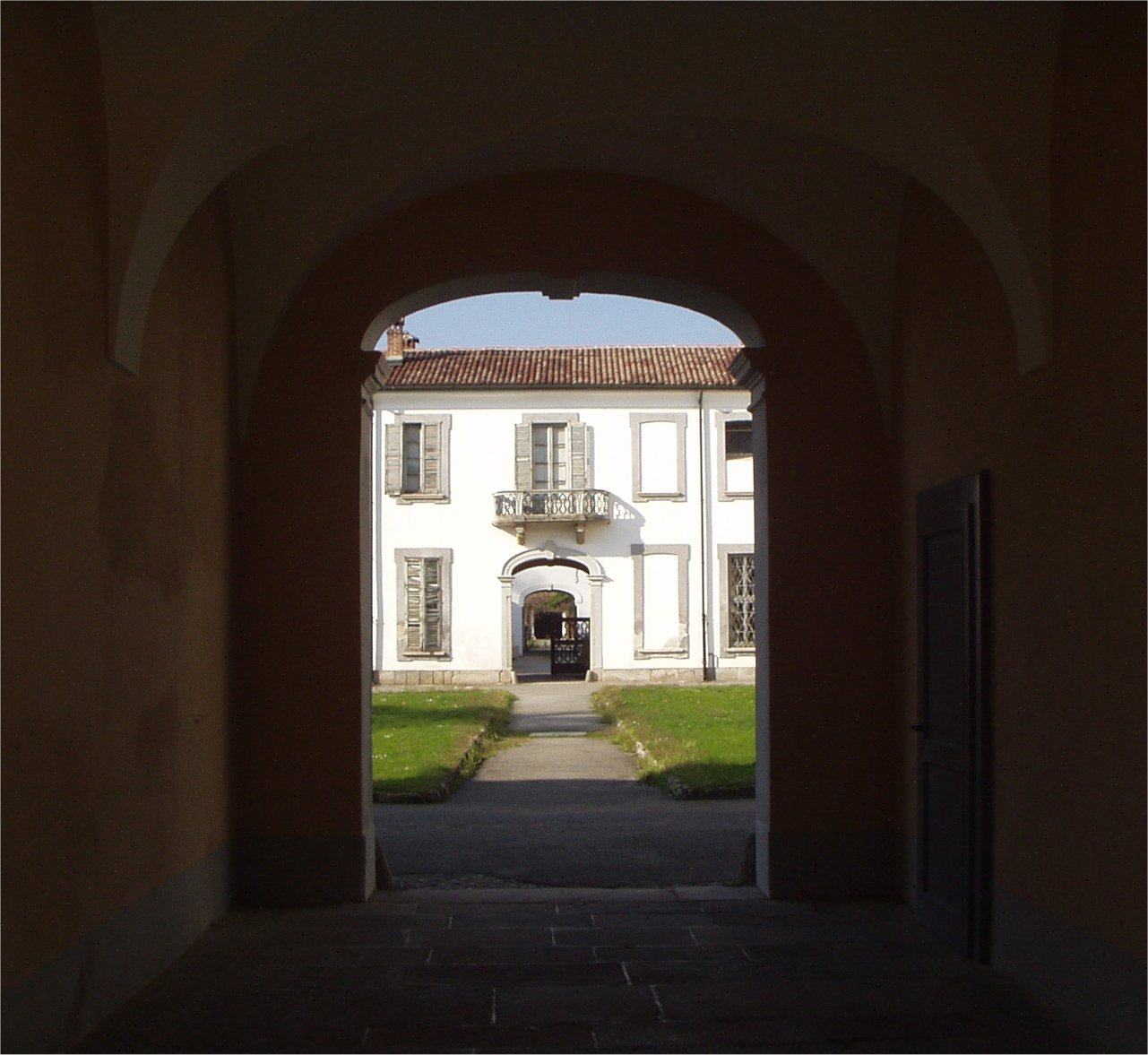
Villa Mirabello nel Parco di Monza i portici che collegano i cortili interni con la corte d'ingresso

Alla caduta di Napoleone, con il ritorno dell'occupazione austriaca la villa torna in possesso degli Asburgo, ricevendo restauri e modifiche in stile neoclassico. Nel 1859 gli Asburgo partivano per sempre e iniziava l'era dei Savoia.
L'ultimo restauro, iniziato nell'estate del 2008, ha visto, tra l'altro, il quasi totale rifacimento del tetto in legno, ormai ridotto in pessime condizioni, conservando tuttavia gli affreschi originali.

## Architettura

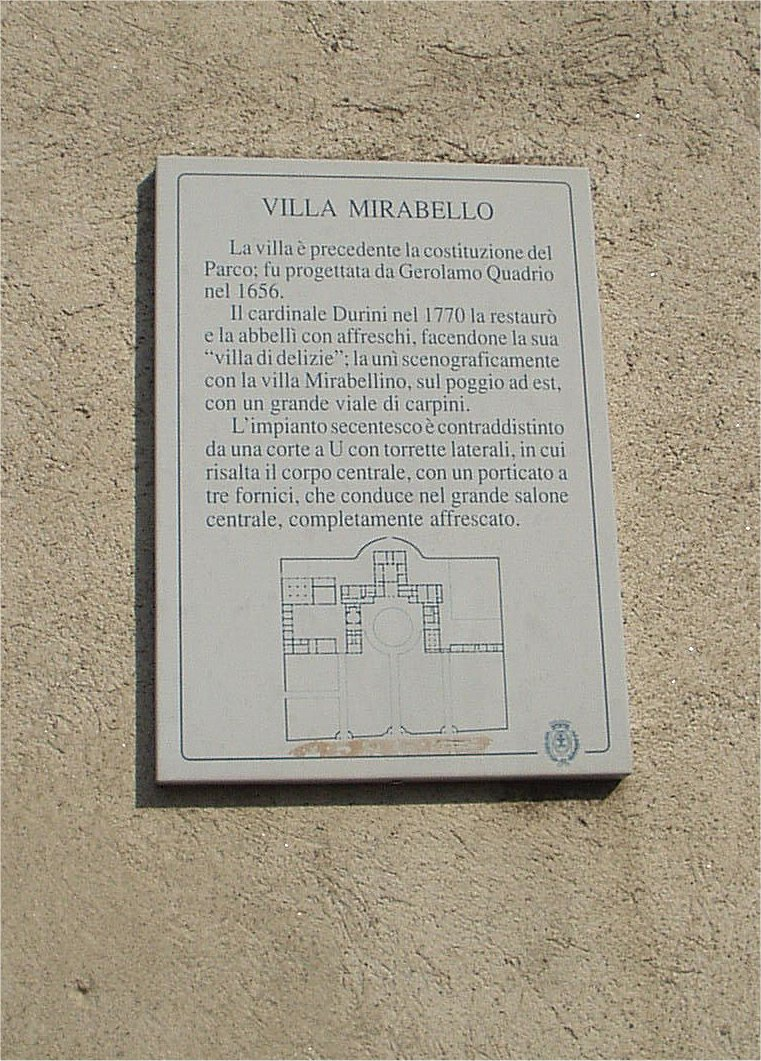
Pianta della Villa.

Il fabbricato è basato su di una pianta con simmetria a U, con la corte d'onore aperta sul paesaggio; il corpo centrale ha un elegante porticato con colonne di granito rosa, mentre le due ali laterali prevedono i relativi passaggi alle corti di servizio. Due torrette alle estremità del corpo centrale sono forse residui di una più antica funzione militare. All'interno, attorno ad un salone centrale si disponevano otto sale di rappresentanza, con un grande salone per accedere ai piani superiori. Gli affreschi furono affidati a Federico Bianchi che aveva già lavorato per il Palazzo Durini, di Porta Tosa, a Milano. Nella cappella lavorò anche Ercole Procaccini, suocero del Bianchi, che dipinse "La natività della Vergine".
Verso la metà del XVIII secolo il cardinale Angelo Maria Durini trasformò la villa in una piccola reggia, grazie all'abilità dell'architetto Giulio Galliori. La villa fu arricchita di decorazioni tardo barocche alle finestrature e di affreschi nel salone del pianterreno, in cui erano raffigurati i poeti dell'antica classicità e contemporanei. Importante anche la scelta dei mobili e della ricca biblioteca. Il tutto era inteso a creare un ambiente sereno propizio allo studio e alla cultura, a stretto contatto con la natura.